# Megarcys signata
Megarcys signata är en bäcksländeart som först beskrevs av Hagen 1874.  Megarcys signata ingår i släktet Megarcys och familjen rovbäcksländor. Inga underarter finns listade i Catalogue of Life.